# Trichoschoenus bosseri
Trichoschoenus es un género monotípico de plantas herbáceas perteneciente a la familia de las ciperáceas. Su única especie, Trichoschoenus bosseri J.Raynal, es originaria de Madagascar donde se encuentra en la región de Ihorombe en Fianarantsoa.

## Taxonomía
Trichoschoenus bosseri fue descrita por Jean Raynal y publicado en Adansonia 8(2): 225, t. 1. 1968.